# TypoDesignClub
TypoDesignClub je český spolek, který vznikl v roce 1996 jako nezávislé, výběrové a prestižní sdružení tvůrčích osobností profesionálně činných v oboru grafického designu a typografie.
Obecným cílem TypoDesignClubu je aktivní podíl na rozvoji českého grafického designu, zvyšování jeho kvality uplatňováním profesních měřítek a kritérií a ovlivňování úrovně vizuální kultury a obecného vkusu vůbec. TypoDesignClub je řádným členem Mezinárodní rady asociací grafického designu (ICOGRADA). V posledních letech však sdružení funguje víceméně jen formálně a nevyvíjí žádnou činnost.

## Kdo je členem TypoDesignClubu?
Členy TypoDesignClubu byli nebo jsou grafici, typografové a designeři, kteří svou tvorbou mnohokrát přesáhli samotný obor typografie či práce s písmem, a jejichž podíl na úrovni grafického designu může být sice diskutabilní, nicméně neoddiskutovatelný; Petr Babák, Pavel Beneš, Luboš Drtina, Karel Haloun, Filip Heyduk, Pavel Hrach, Clara Istlerová, Milan Jaroš, Jan Jiskra, Otakar Karlas, Ivan Král, Petr Krejzek, Václav Kučera, Klára Kvízová, Zuzana Lednická, Pavel Lev, Tomáš Machek, Šťepán Malovec, Josef Malý, Richard Maršák (vystoupil v únoru 2001), Boris Mysliveček, Aleš Najbrt, Robert V. Novák, M. Pašek († 14. 7. 1998), P. Petr, Marek Pistora, Radomír Postl, Jan Solpera, Martin Strnad, Lubomír Šedivý (vystoupil v roce 2005), Petr Šejdl, Ondřej Šmerda, František Štorm (vystoupil v lednu 1999), Pavel Šťastný, Rostislav Vaněk, Alan Záruba a Zdeněk Ziegler.

## Publikace TDC
TypoDesignClub proslul především téměř periodickým vydáváním obsažných a sběrateli a odborníky ceněných ročenek, prezentujících práce svých členů. Grafickou úpravou každé z nich je pověřen jeden ze členů (Tomáš Machek, Klára Kvízová, Pavel Hrach, Zuzana Lednická, Filip Heyduk a Martin Strnad).
Jednou z prvních aktivit bylo vydání publikace o grafickém designu TypoDesignClub '96, která jako první svého druhu v Česku vyšla začátkem roku 1997. Aby tato aktivita získala širší smysl, rozhodl se TypoDesignClub vydávat obdobnou publikaci pravidelně, jako ročenku, která by reprezentativním způsobem mapovala obraz českého grafického designu a jeho vývoje. Poslední (pátá) ročenka nicméně vyšla v roce 2003.

## Cena TDC
Další aktivitou, která by měla posílit prestiž oboru a zároveň by umožnila vystoupit konkrétním tvůrcům grafického designu z anonymity, je Cena TypoDesignClubu.
Jde o věcnou cenu (zvětšená kovová litera a certifikát), která se udílí za grafický design konkrétnímu tvůrci, nikoli instituci.
Zpravidla je udělována v rámci Mezinárodního bienále v Brně, soutěže Nejkrásnější české knihy roku a jako zvláštní cena za grafiku při vyhlašování soutěže Nejlepší výroční zpráva roku.
Doposud byla cena udělena v roce 1997 Kláře Kvízové, za vynikající grafický design a osobitý autorský přístup k řešení Výroční zprávy společnosti Aliatel a. s. za rok 1996; v roce 1998 Robertu V. Novákovi za grafickou úpravu katalogu Hommage a Bosch v rámci soutěže Nejkrásnější české knihy 1997; britské výtvarné skupině The Attik jako zvláštní cena Bienále Brno '98 za grafický design; Jiřímu Šalamounovi za kolekci plakátů na 2. ročníku Intersalonu AJV '98; Claře Istlerové za soubor výročních zpráv společnosti Expandia a.s. za rok 1997; v roce 1999 Alanu Zárubovi za katalog Leny Aardse Something out of nothing v rámci soutěže Nejkrásnější české knihy roku 1998; Filipu Heydukovi za výroční zprávu roku 1998 společnosti Home Credit, a.s.; v roce 2000 v rámci soutěže Nejkrásnější české knihy 1999 Stanislavu Kolíbalovi za výtvarné řešení Edice de Arte nakladatelství Arbor vitae Praha a na XIX. mezinárodním bienále grafického designu v Brně ji obdržel japonský grafik Kazuja Kondó a v roce 2001 v rámci soutěže Nejkrásnější české knihy roku 2000 Zdeněk Ziegler za vynikající a osobité řešení bibliofilských tisků nakladatelství Aulos; v roce 2002 v rámci soutěže Nejkrásnější české knihy roku 2001 pak Petr Babák za grafické řešení katalogu Možná sdělení a na XX. mezinárodním bienále grafického designu Brno 2002 byla cena udělena nizozemskému studiu Dumbar.
V roce 2003 byla cena udělena Tomáši Machkovi v rámci soutěže Nejkrásnější české knihy roku 2002 za výtvarnou koncepci a grafické řešení katalogu „Ivana Šrámková - RoboAnimals“.